# Herbert Zagler

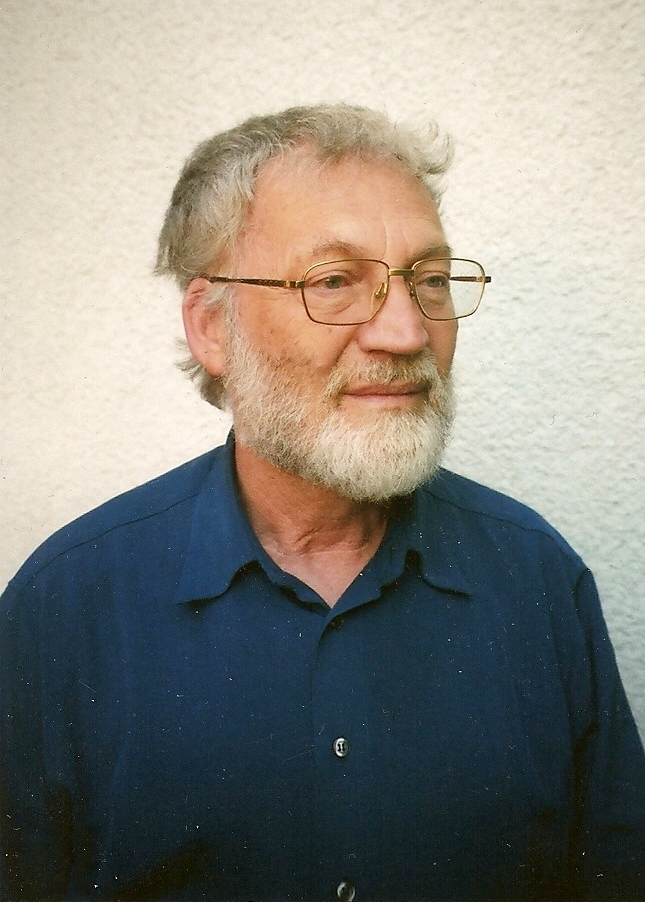
Herbert Zagler (aufgenommen von Birgit Zagler, 2000)

Herbert Zagler (* 20. April 1940 in Pernitz/Niederösterreich) ist ein österreichischer Komponist und Musiker.

## Leben
Herbert Zagler begann im Alter von sechs Jahren mit dem Violin-Unterricht, gefolgt von Klavier und Orgel. Er besuchte die Lehrerbildungsanstalt in Wiener Neustadt und legte hier im Jahr 1956 seine Matura mit Auszeichnung ab.
In den Jahren von 1959 bis 1966 studierte er an der Universität Wien Theologie, Germanistik und Musikwissenschaft. An der Universität für Musik und darstellende Kunst Wien legte er im Jahr 1964 die Lehramtsprüfung für Musikerziehung sowie das Diplom in Komposition bei Otto Siegl ab (beide mit Auszeichnung). Im Jahr 1979 folgte die Lehramtsprüfung für Instrumentalmusikerziehung Orgel und Schlagwerk bei Richard Hochrainer und Rudolf Scholz, im Jahr 1980 schrieb er seine Diplomarbeit über Bearbeitungstechnik und von 1981 bis 1986 folgten Studien in Chorleitung bei Günther Theuring und Orchesterdirigieren bei Karl Österreicher ebenda. Beides schloss er mit Diplom ab.
Im Jahr 1957 trat Zagler eine Stelle als Organist, Kantor und Chorleiter in der Pfarre Pernitz an, welche er bis heute innehat. Von 1974 bis 1980 arbeitete er als Musikpräfekt am Burgenländischen Knabenseminar Mattersburg und von 1975 bis 1991 als Musikerzieher am Gymnasium Mattersburg. Zusammen mit Stefan Feingold gründete er im Jahr 1987 ein konzertantes Duo.
Herbert Zagler ist mit der Malerin Birgit Zagler (* 1956) verheiratet, lebt seit 1975 in Wiener Neustadt und ist dort als Konzertmeister des Sinfonieorchesters Merkur tätig. Er ist Mitglied des Österreichischen Komponistenbundes – ÖKB, Wien und der Interessensgemeinschaft Niederösterreichischer Komponisten – INÖK, Wien.

## Auszeichnungen
- 1969: Förderungspreis des Amts der Niederösterreichischen Landesregierung
- 1989: Förderungspreis des Amts der Burgenländischen Landesregierung
- 1997: Kulturpreis der Stadt Wiener Neustadt
- 2002: Anerkennungspreis des Amts der Niederösterreichischen Landesregierung
- 2008: Bruno-Ertler-Kulturpreis des Ortes Pernitz[3]

## Werke (Auswahl)

### Ensemblemusik
- Fantasie – Duo für Klavier und Violine, op. 9 (1964)[4]
- Ballade – Duo für Klavier und Violine, op. 2 (1964)[4]
- Notturno und Capriccio – Duo für Klavier und Violine, op. 12 (1965)[4]
- Palestine Vision – Quartett für zwei Violinen, Viola und Violoncello, op. 11 (1965)[4]
- Triangulum – Duo für Blockflöte und Klavier, op. 15 (1966)[4]
- Dialog – Duo für Klavier und Violine, op. 23 (1968)[4]
- Die 4 Temperamente – Duo für Klavier und Violine, op. 32 (1969)[4]
- Jubilate Deo – Quintett für Horn, Trompete, Posaune, Tuba und Orgel, op. 39 (1972)[4]
- 3 Miniaturen – Quartett für zwei Violinen, Viola und Violoncello, op. 56 (1979)[4]
- Symposion – Trio Perkussion, Klavier und Violine, op. 59 (1981)[4]
- Romanze und Ballade – Trio für Klavier, Violine und Violoncello, op. 62 (1981)[4]
- Orchestrion – Quartett für drei Blockflöten und Viola, op. 61 (1982)[4]
- Melodrom – Quartett für drei Blockflöten und Perkussion, op. 65 (1983)[4]
- An Alban Berg – Quartett für zwei Violinen, Viola und Violoncello, op. 68 (1984)[4]
- Akvo kaj nubo – Duo für Klavier und Violine, op. 72 (1987)[4]
- Rondo – Duo für Posaune und Klavier, op. 78 (1990)[4]
- Dithyrambos – Duo für Perkussion und Klavier, op. 85 (1991)[4]
- Haiku-Blüten – Quartett für zwei Violinen, Viola und Violoncello mit Solo für Sprecherin nach Texten von Gottfried W. Stix, op. 91 (1992)[4]
- An Ferdinand Raimund – Quartett für zwei Violinen, Viola und Violoncello, op. 108 (1993)[4]
- Gräser tanzen – Trio für Blockflöte, Perkussion (+ Rezitation) und Klavier nach Kurzgedichten von Ernst Ferstl, op. 116 (1994)[4]
- Romanze und Ballade – Quintett für zwei Klaviere, Violine, Viola und Violoncello, op. 127 (1996)[4]
- Die 4 Temperamente – Quintett für vier Saxophone und Klavier, op. 134 (1998)[4]
- Drei exotische Stücke – Trio für zwei Altblockflöten und Tenorblockflöte, op. 79 (1999)[4]
- Blue Concerto – für Kammerorchester, op. 222 (2000)[4]
- Sternschnuppen – Duo für Bariton und Klavier, 3 Lieder nach Gedichten von Bruno Ertler (1), op. 223 (2001)[4]
- 3 Miniaturen – Duo für Klavier vierhändig, op. 226 (2002)[4]
- Lumen Christi – Duo für Trompete und Orgel, op. 227 (2003)[4]
- Regenbogen – Quadrupel-Konzert für Orchester und Violinen solo, op. 13 (2004)[4]
- Reiseimpressionen – Duo für Klavier vierhändig, op. 135 (2005)[4]
- Der Spielmann – für Kammerorchester, op. 187 (2006)[4]
- Am Feldrand – für Soloinstrumente und Kammerorchester nach Bildern von Birgit Zagler, op. 192 (2008)[4]
- 3 orientalische Bilder – für Flöte, Klarinette, Perkussion, Violine und Viola, op. 235 (2009)[4]
- Lob der Kräuter – Solo für Klavier und Solostimme Bass nach Texten von Birgit Zagler (2010)[4]
- Dialog – für Kammerorchester und Violinen solo, op. 270 (2011)[4]
- Drei Kleine Duos – Duo für Sopranblockflöte und Tenorblockflöte, op. 283 (2012)[4]
- Magnificat – Quartett für zwei Violinen, Viola und Violoncello, op. 288 (2013)[4]
- Weihnachtsklänge – Quartett für zwei Violinen, Viola und Violoncello, op. 295 (2014)[4]
- Blue Fantasy – Trio für Viola, Klavier und Percussion, op. 318 (2016)[4]

### Solomusik
- Präludium und Fuge – Solo für Orgel, op. 1 (1964)[4]
- Fünf kleine Orgelstücke – Solo für Orgel, op. 26 (1969)[4]
- Kaleidoskop – Solo für Klavier, op. 47 (1970)[4]
- Toccata – Solo für Klavier, op. 42 (1970)[4]
- Evocation – Solo für Orgel, op. 38 (1972)[4]
- Nubo kaj vento – Solo für Gitarre, op. 73 (1987)[4]
- Korrelationen – Solo für Klavier, op. 80 (1990)[4]
- Der Jahreskreis – Solo für Klavier und Solostimme, 3 Lieder nach Gedichten von Liane Presich-Petuelli, op. 102 (1993)[4]
- 8 Bilder – Solo für Klavier, op. 112 (1994)[4]
- Reise-Impressionen – Solo für Klavier, op. 135 (2002)[4]
- Engelsgesang – Solo für Klavier, op. 185 (2006)[4]
- A bridge from Austria to Vietnam – Solo für Klavier, op. 261 (2008)[4]
- Preis und Dank – Solo für Orgel, op. 250 (2010)[4]
- Invention – Solo für Klavier, op.  (1988)[4]
- Schlummerliedchen für EMMA – Solo für Klavier, op. 286 (2013)[4]
- Feuergeist – Solo für Klavier, op. 291 (2013)[4]

### Vokalmusik
- Drei geistliche Kanons – für gemischten Chor, op. 7 (1964)[4]
- Pfingstsequenz – für Männerchor, op. 14 (1965)[4]
- Marienlob – für gemischten Chor, op.  (1966)[4]
- Einfaches Proprium für Allerheiligen – für Männerchor und eine Solostimme, op. 20 (1966)[4]
- Einfaches Proprium für Fronleichnam – für Männerchor und eine Solostimme, op. 16a (1966)[4]
- Kanon - Messe – für gemischten Chor und drei Solostimmen, op. 22 (1968)[4]
- Kleine Messe – für Männerchor und eine Solostimme, op. 30a (1970)[4]
- Zwei geistliche Chöre – für gemischten Chor, op. 89 (1992)[4]
- Gloria und Sanctus – für sechsstimmigen gemischten Chor, op. 110 (1993)[4]
- Proprium für Christkönig – für gemischten Chor und eine Solostimme, op. 101a (1993)[4]
- Proprium für Laetare – für gemischten Chor und eine Solostimme, op. 117 (1994)[4]
- Freue dich, Stadt Jerusalem – für gemischten Chor, op. 133 (1998)[4]
- Im Rittersaal – 2 Lieder nach Texten von Walther von der Vogelweide für Klavier solo und Solostimme Bariton, op. 269 (2008)[4]
- Die 7 Worte Christi am Kreuz – für Sopran solo, Bariton solo und Bass solo mit Soloinstrument Orgel, op. 284 (2012)[4]
- Lobpreis – für dreistimmigen Männerchor, op. 285 (2012)[4]